# Lagrezia linearifolia
Lagrezia linearifolia är en amarantväxtart som beskrevs av Alberto Judice Leote Cavaco. Lagrezia linearifolia ingår i släktet Lagrezia och familjen amarantväxter. Inga underarter finns listade i Catalogue of Life.